# Team BridgeLane
El Team BridgeLane (Código UCI: BSC) anteriormente Praties, Genesys Wealth Advisers, Huon Salmon-Genesys Wealth Advisers, Avanti, Avanti Racing, Avanti IsoWhey Sports, IsoWhey Sports-Swiss Wellness team y Bennelong SwissWellness Cycling Team p/b Cervelo es un equipo ciclista australiano de categoría continental.
Se fundó en el 2000 como un equipo amateur australiano, en donde su patrocinador era una cadena de restaurantes en Tasmania llamada Praties, pero desde 2010 Genesys Wealth Advisers una entidad financiera se hizo a cargo del equipo. Para la temporada 2014 la fábrica de bicicletas neozelandesa Avanti se hizo a cargo del equipo y en 2015 pasó a tener licencia de ese país volviendo en 2016 a tener licencia australiana.
Fue invitado al Contrarreloj por equipos masculina en el Campeonato Mundial de Ruta de 2013 en donde representó a Oceanía.
En noviembre de 2018 se hizo oficial su desaparición tras no encontrar patrocinador para el año 2019. Sin embargo el equipo siguió con su actividad bajo el nombre de BridgeLane al fusionarse con el equipo Mobius-BridgeLane. Este último desapareció como equipo y su director Tom Petty se integró a la dirección del BridgeLane a las órdenes de Andrew Christie-Johnston. Steve Price abandonó el equipo y puso fin a sus actividades en el ciclismo.

## Material ciclista
El equipo utilizaba bicicletas Avanti.

## Clasificaciones UCI
A partir de 2005 la UCI instauró los Circuitos Continentales UCI, donde el equipo está desde que subió a tal categoría en 2008. Ha participado en carreras de distintos circuitos, con lo cual ha estado en las clasificaciones del UCI Asia Tour Ranking, UCI Europe Tour Ranking y UCI Oceania Tour Ranking. Las clasificaciones del equipo y de su ciclista más destacado son las siguientes:
| Temporada                | Clasificación por equipos | Mejor corredor en la clasificación individual | Posición |
| 2007-2008 (Oceania Tour) | 7.º                       | Richie Porte                                  | 14.º     |
| 2008-2009 (Asia Tour)    | 46.º                      | Richie Porte                                  | 191.º    |
| 2008-2009 (Europe Tour)  | 88.º                      | Richie Porte                                  | 207.º    |
| 2008-2009 (Oceania Tour) | 5.º                       | Richie Porte                                  | 16.º     |
| 2009-2010 (Asia Tour)    | 26.º                      | Joel Pearson                                  | 70.º     |
| 2009-2010 (Oceania Tour) | 16.º                      | William Clarke                                | 41.º     |
| 2010-2011 (Asia Tour)    | 64.º                      | Anthony Giacoppo                              | 322.º    |
| 2010-2011 (Europe Tour)  | 112.º                     | Nathan Earle                                  | 1020º    |
| 2010-2011 (Oceania Tour) | 2.º                       | Nathan Haas                                   | 2.º      |
| 2011-2012 (Asia Tour)    | 9.º                       | Anthony Giacoppo                              | 27°      |
| 2011-2012 (Oceania Tour) | 5.º                       | Campbell Flakemore                            | 12.º     |
| 2012-2013 (Asia Tour)    | 14.º                      | Nathan Earle                                  | 24.º     |
| 2012-2013 (Europe Tour)  | 96.º                      | Campbell Flakemore                            | 230.º    |
| 2012-2013 (Oceania Tour) | 1.º                       | Nathan Earle                                  | 2.º      |
| 2013-2014 (Asia Tour)    | 21.º                      | Neil Van der Ploeg                            | 43.º     |
| 2013-2014 (Europe Tour)  | 83.º                      | Jack Haig                                     | 270.º    |
| 2013-2014 (Oceania Tour) | 1.º                       | Brenton Jones                                 | 3.º      |
| 2015 (Asia Tour)         | 9.º                       | Patrick Bevin                                 | 7.º      |
| 2015 (Europe Tour)       | 126.º                     | Jason Christie                                | 964.º    |
| 2015 (Oceania Tour)      | 1.º                       | Taylor Gunman                                 | 1.º      |
| 2016 (Asia Tour)         | 8.º                       | Robbie Hucker                                 | 51.º     |
| 2016 (Europe Tour)       | 100.º                     | Anthony Giacoppo                              | 654.º    |
| 2016 (Oceania Tour)      | 1.º                       | Sean Lake                                     | 1.º      |
| 2017 (Asia Tour)         | 3.º                       | Cameron Bayly                                 | 16.º     |
| 2017 (Europe Tour)       | 103.º                     | Cameron Bayly                                 | 904.º    |
| 2017 (Oceania Tour)      | 2.º                       | Sean Lake                                     | 4.º      |
| 2018 (Asia Tour)         | 13.º                      | Anthony Giacoppo                              | 62.º     |
| 2018 (Europe Tour)       | 116.º                     | Chris Harper                                  | 1065º    |
| 2018 (Oceania Tour)      | 1.º                       | Chris Harper                                  | 1.º      |

## Palmarés
Para años anteriores véase: Palmarés del Team BridgeLane.

### Palmarés 2019

#### Circuitos Continentales UCI
| Fechas      | Circuito             | Carreras                     | Ganador        |
| 19 de marzo | UCI Asia Tour 2019   | 3.ª etapa del Tour de Taiwán | Nicholas White |
| 20 de mayo  | UCI Asia Tour 2019   | 2.ª etapa del Tour de Japón  | Ayden Toovey   |
| 24 de mayo  | UCI Asia Tour 2019   | 6.ª etapa del Tour de Japón  | Chris Harper   |
| 26 de mayo  | UCI Asia Tour 2019   | Tour de Japón                | Chris Harper   |
| 22 de junio | UCI Europe Tour 2019 | 4.ª etapa del Tour de Saboya | Chris Harper   |
| 23 de junio | UCI Europe Tour 2019 | 5.ª etapa del Tour de Saboya | Chris Harper   |
| 23 de junio | UCI Europe Tour 2019 | Tour de Saboya               | Chris Harper   |

## Plantilla
Para años anteriores véase: Plantillas del Team BridgeLane.

### Plantilla 2019
| Nombre                     | Nacimiento | Nacionalidad  | Equipo 2018                          |
| Scott Bowden               | 04/09/1995 | Australia     | Bennelong SwissWellness Cycling Team |
| Alastair Christie-Johnston | 29/03/1998 | Australia     | Bennelong SwissWellness Cycling Team |
| Joseph Cooper              | 27/12/1985 | Nueva Zelanda | Bennelong SwissWellness Cycling Team |
| Chris Harper               | 23/11/1994 | Australia     | Bennelong SwissWellness Cycling Team |
| Jason Lea                  | 25/06/1996 | Australia     | Bennelong SwissWellness Cycling Team |
| Tyler Lindorff             | 22/03/2000 | Australia     | Neoprofesional                       |
| Peter Livingstone          | 03/01/1997 | Australia     | Mobius-BridgeLane                    |
| Lionel Mawditt             | 21/05/1995 | Australia     | Jelly Belly presented by Maxxis      |
| Hayden McCormick           | 01/01/1994 | Nueva Zelanda | ONE Pro Cycling                      |
| Ben Metcalfe               | 27/05/2000 | Australia     | Neoprofesional                       |
| Dylan Sunderland           | 26/02/1996 | Australia     | Bennelong SwissWellness Cycling Team |
| Ayden Toovey               | 08/11/1995 | Australia     | Bennelong SwissWellness Cycling Team |
| Ben Van Dam                | 13/11/1992 | Australia     | Neoprofesional                       |
| Neil Van Der Ploeg         | 23/09/1987 | Australia     | Madison Genesis                      |
| Tristan Ward               | 18/08/1995 | Australia     | Bennelong SwissWellness Cycling Team |
| Nicholas White             | 06/11/1997 | Australia     | Oliver's Real Food                   |